# أرني هاميلتون
أرني هاميلتون هو سياسي كندي، ولد في 1948 في كندا. حزبياً، نشط في BC United ‏.